# Expedició 29
L'Expedició 29 va ser la 29a estada de llarga durada a l'Estació Espacial Internacional (ISS). L'expedició va començar formalment el 16 de setembre de 2011, amb la partida de l'ISS de la nau Soiuz TMA-21. Els astronautes Satoshi Furukawa, Michael Fossum i Serguei Vólkov, que van arribar a l'ISS a bord de la Soiuz TMA-02M el juny de 2011, van començar al servei com a Expedició 29.
La Soiuz TMA-22, que va transportar els tres últims tripulants de l'Expedició 29 a l'ISS, va ser programat en un principi per a ser llançada el setembre de 2011, però a causa d'un error de llançament del vehicle de subministraments Progress M-12M el 24 d'agost, el llançament es va ajornar fins al 14 de novembre. Es va acoblar amb èxit a l'ISS el 16 de novembre de 2011.
L'Expedició 29 va finalitzar oficialment amb el desacoblament de la nau Soyuz TMA-02M el 21 de novembre de 2011. Furukawa, Fossum, i Vólkov van tornar a la Terra a bord de la nau, mentre que els astronautes Dan Burbank, Anton Shkaplerov, i Anatoli Ivanixin van romandre a l'ISS com a part de l'Expedició 30.

## Tripulació
| Posició           | Primera part (Setembre de 2011 a novembre de 2011) | Segona part (Novembre de 2011)             |
| ----------------- | -------------------------------------------------- | ------------------------------------------ |
| Comandant         | Mike Fossum, NASA Tercer vol espacial              | Mike Fossum, NASA Tercer vol espacial      |
| Enginyer de Vol 1 | Satoshi Furukawa, JAXA Primer vol espacial         | Satoshi Furukawa, JAXA Primer vol espacial |
| Enginyer de Vol 2 | Sergei Vólkov, RSA Segon vol espacial              | Sergei Vólkov, RSA Segon vol espacial      |
| Enginyer de Vol 3 |                                                    | Anton Shkaplerov,RSA Primer vol espacial   |
| Enginyer de Vol 4 |                                                    | Anatoli Ivanixin, RSA Primer vol espacial  |
| Enginyer de Vol 5 |                                                    | Dan Burbank, NASA Tercer vol espacial      |

FontNASA

## Fets destacats

### Llançament de la Soiuz TMA-02M
Els primers tres tripulants de l'expedició van ser llançats a bord de la Soiuz TMA-02M des del Cosmòdrom de Baikonur, Kazakhstan, a les 9:18 pm UTC del 7 de juny de 2011. La tripulació constava de Serguei Vólkov (Roscosmos), Satoshi Furukawa (JAXA), i Michael Fossum (NASA). Els reserves foren Oleg Kononenko (Roscosmos), Donald Pettit (NASA), i André Kuipers (ESA). La Soiuz TMA-02M es va acoblar amb èxit a l'ISS el 9 de juny de 2011, a les 5:19 pm EDT.

### Llançament de la Soiuz TMA-22
La Soiuz TMA-22 va ser llançada des del Cosmòdrom de Baikonur a les 4:14 am UTC del 14 de novembre de 2011, transportant a Anton Shkaplerov i Anatoli Ivanixin (Roscosmos), i Daniel Burbank (NASA). La nau va ser situada en una òrbita d'aparcament de 250 km d'altura, i es va acoblar amb èxit amb l'ISS a les 5:24 am GMT del 16 de novembre de 2011.

### Partida de la Soiuz TMA-02M
L'Expedició 29 va finalitzar la seva missió amb la partida de la Soiuz TMA-02M des de l'ISS a les 11:00 pm GMT el 21 de novembre de 2011, transportant els astronautes Fossum, Vólkov i Furukawa. La nau va realitzar un aterratge suau amb seguretat (de costat) al Kazakhstan a les 2:26 am GMT del 22 de novembre.